# Juliana de Stolberg
Juliana de Stolberg-Wernigerode (Stolberg, 15 de febrero de 1506-Dillenburg, 18 de junio de 1580) fue la madre de Guillermo de Orange, el principal impulsor durante el siglo XVI de la guerra de Flandes que los Países Bajos libraron para conseguir su independencia del Imperio español.

## Biografía
Juliana era hija del conde Bodo VIII de Stolberg-Wernigerode y de Ana de Eppstein-Königstein. Educada en el catolicismo, cambió dos veces de confesión: la primera al luteranismo y después al calvinismo. Junto a su segundo marido fue convencida protestante, educando a sus hijos en esta doctrina. A la muerte de su segundo marido en 1559, vivió en el castillo de Dillenburg (Alemania), propiedad de su hijo Juan, donde murió en 1580. 
Dedicó toda su vida al cuidado de sus hijos, especialmente de Guillermo. Cuando este comenzó su rebelión contra el rey Felipe II de España, Juliana le apoyó moral y económicamente, gracias a lo cual Guillermo pudo mantener su campaña contra los españoles en los Países Bajos.

### Matrimonios e hijos
El 27 de enero de 1523, en Königstein, Juliana se casó con Felipe II de Hanau-Münzenberg (muerto en 1529), el conde Felipe II murió en 1529 a la edad de 27 años. De este matrimonio tuvo cinco hijos. Su hijo aún menor de edad, el conde Felipe III, se estableció una tutela. Los guardianes fueron, entre otros, Juliana, el conde Guillermo de Nassau-Dillenburg y el conde Reinhard de Solms-Lich.
- Reinhard (10 de abril de 1524 - 12 de abril de 1524).
- Catalina (1525-1581), casada con Juan IV de Wied-Runkel.
- Felipe III (* 1526; † 1561).
- Reinhard (8 de abril de 1528 - 11 de octubre de 1554, Béthune).
- Juliana (30 de marzo de 1529 - 8 de julio de 1595) casada con el conde Tomás de Salm, Wildgraf y Rheingraf en Kirburg (* 1529 - † 1553).

El 20 de septiembre de 1531, se casó en segundas nupcias con Guillermo I de Nassau-Dillenburg, conde de Nassau, apodado Guillermo el Rico. De esta unión tuvo doce hijos:
- Guillermo (1533-1584), estatúder de los Países Bajos. Casado con Ana de Egmond, Ana de Sajonia, Carlota de Borbón y Luisa de Coligny. Asesinado por un fanático católico en 1584.
- Germana (1534), muerta en la infancia.
- Juan VI (1536-1606), conde de Nassau-Dillenburg. Casado con Isabel de Leuchtenberg.
- Luis (1538-1574), caído en la batalla de Mook.
- María (1539-1599), casada con Guillermo IV, conde de Berg (no confundir con María de Nassau (1556-1616), hija de Guillermo de Orange).
- Adolfo (1540-1568), caído en la batalla de Heiligerlee.
- Ana (1541-1616), casada con el conde Alberto de Nassau-Weilburg.
- Isabel (1542-1603), casada con el conde Conrado de Solms-Braunfels.
- Catalina (1543-1624), casada con el conde Gunter XLI de Schwarzburgo-Arnstadt.
- Juliana (1546-1588), casada con el conde Alberto VII de Schwarzburgo-Rudolstadt.
- Magdalena (1547-1633), casada con el conde Wolfgang de Hohenlohe-Weickersheim.
- Enrique (1550-1574), caído en la batalla de Mook.